# Paál Jób
Paál Jób, született Possel Márkus István (Tata, 1888. szeptember 12. – Budapest, 1962. március 25.) magyar újságíró, riporter.

## Élete, munkássága
Possel Gusztáv (1851–1925) segélyegyleti pénztárnok, a Neues Politisches Volksblatt munkatársa és Weiszmayer Ilona (1863–1944) tanárnő fia. Főképp Budapesten élt, és osztrák, magyar, német, csehszlovák és amerikai újságoknak dolgozott. A Csongrád megyei napilap, a Délmagyarország munkatársa volt. Az 1910-es években több vidéki napilap állandó budapesti tudósítója volt, 1914-től alelnöke volt a Magyar–Lengyel Egyesületnek. Legismertebb írásai között szerepelnek a Mayerlingi tragédia kapcsán készített interjúi, amelyet nemzetközileg újranyomtak, és interjúja Arthur Schnitzler osztrák drámaíróval, amelyre 1931 nyarán Semmeringben került sor. Időnként reklámügynökségeknek dolgozott, ami azt jelentette, hogy felkeresett cégeket, hogy azok újságokban helyezzenek el hirdetést. Szállodák is meghívták, akikről pozitív beszámolókat írt a magyar sajtóban.

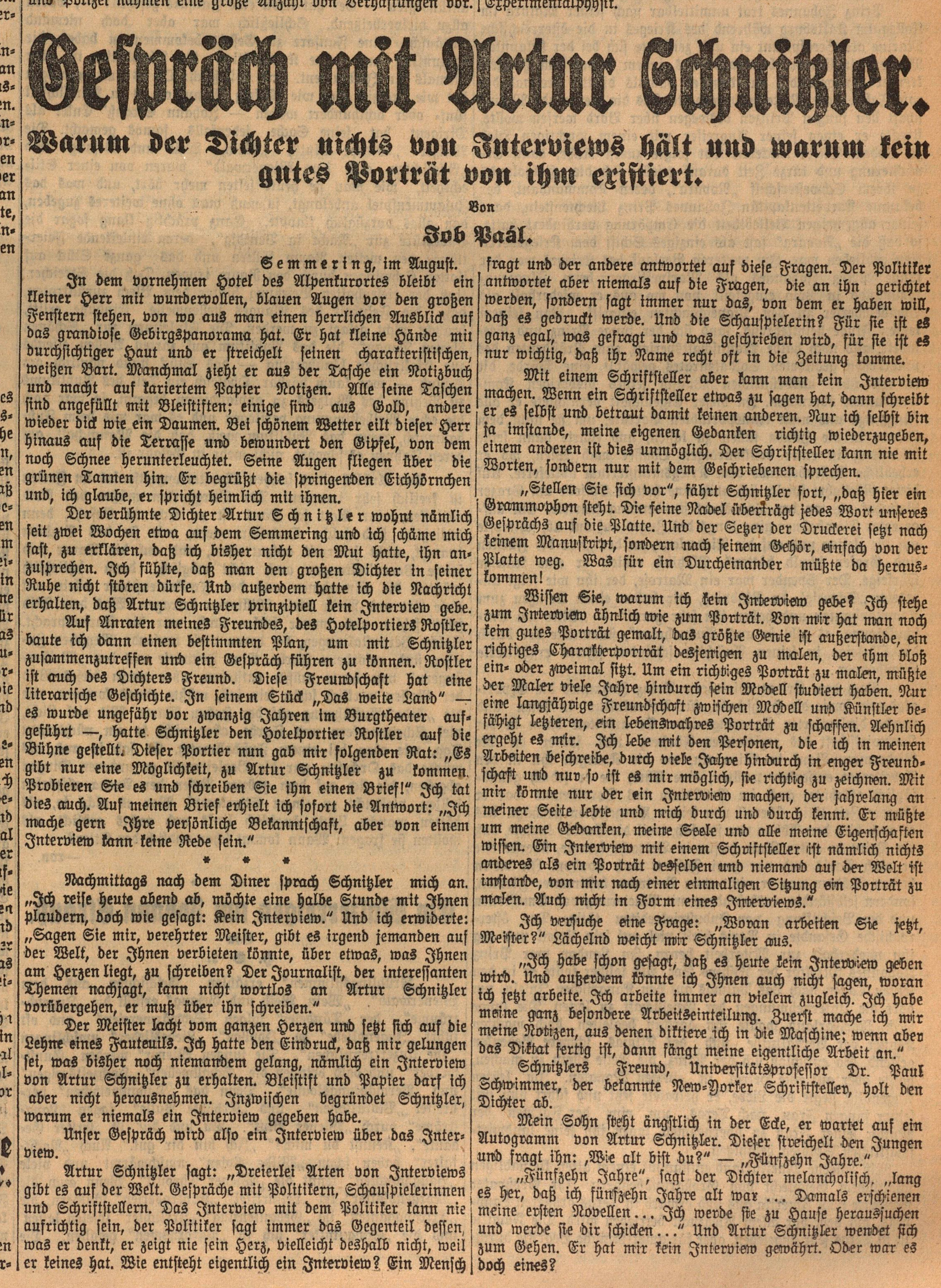
Az interjúja Art(h)ur Schnitzlerrel 1931-ben

Gyakran tartózkodott a Bécs melletti Badenben. Nem volt állandó otthona, ott élt, ahol éppen nem volt szezon. Télen Abbáziában vagy Velencében, nyáron a Magas-Tátrában és az osztrák Alpokban. Az Anschluss miatt egyre inkább elvesztette témáit és megbízásait a német nyelvterületeken. Ezen oknál fogva írásai és riportjai magyar nyelvterületeken jelentek meg, például Erdélyben és Csehszlovákia újságjaiban. Újságírói tevékenységét és reklámeladóként szerzett tapasztalatait ötvözve egy szinte pénz nélküli rendszert hozott létre: cikkeiért kapott honoráriumként hirdetési felületeket kapott az újságoktól, amelyeket értékesíthetett. A hirdetési "millimétereket" a szállodákban, éttermekben és butikokban szállásra, ételre és ruházkodásra cserélte. Felesége halála után rendszeresen így élt a Budapest Hotel Corvinban.
Paál Jób a művészneve volt, amelyet először 1906 körül megjelent publikációinál használta. A német-lengyel eredetű Possel családneve helyett egy magyar nevet keresett. Mivel a Pál túl egyszerűnek tűnt számára, a Paál változat mellett döntött – ezt a nevet egy erdélyi nemesi család is viselte. 1946-ban eredeti nevét hivatalosan is a művésznevére cserélte.
1911 novemberében/decemberében feleségül vette Possel Szerénát (1888–Budapest, 1935), akitől egy fia született, Paál János (1916–?), akiből orvos, pszichoanalitikus lett. Unokája Gábor Paál német újságíró, író.
Feleségével közös sírja a Kozma utcai izraelita temetőben (17A-5-31) található.

## Művei
- A száznapos szegedi kormány. Az ellenforradalom története. (Budapest, 1919)
- Gespräch mit Artur Schnitzler. Warum der Dichter nichts von Interviews hält und warum kein gutes Porträt von ihm existiert. In: Neues Wiener Journal, 2. 1931. augusztus, 5. o. (Online)
- Das Geheimnis der Liebesbriefe Beethovens. Neuendeckungen des Pistyaner Kurdirektors Emmerich Winter. In: Neues Wiener Journal, 2. Mai 1931, S. 4. (online)
- Hogyan repült Fráter Cyprianus a Koronahegyről a Halastóig?. In: Délmagyarország, 31. 1931. október (online)
- Ötven riport (1942)
- A debreceni feltámadás. Szerk. Paál Jób és Radó Antal (Debrecen, 1947)

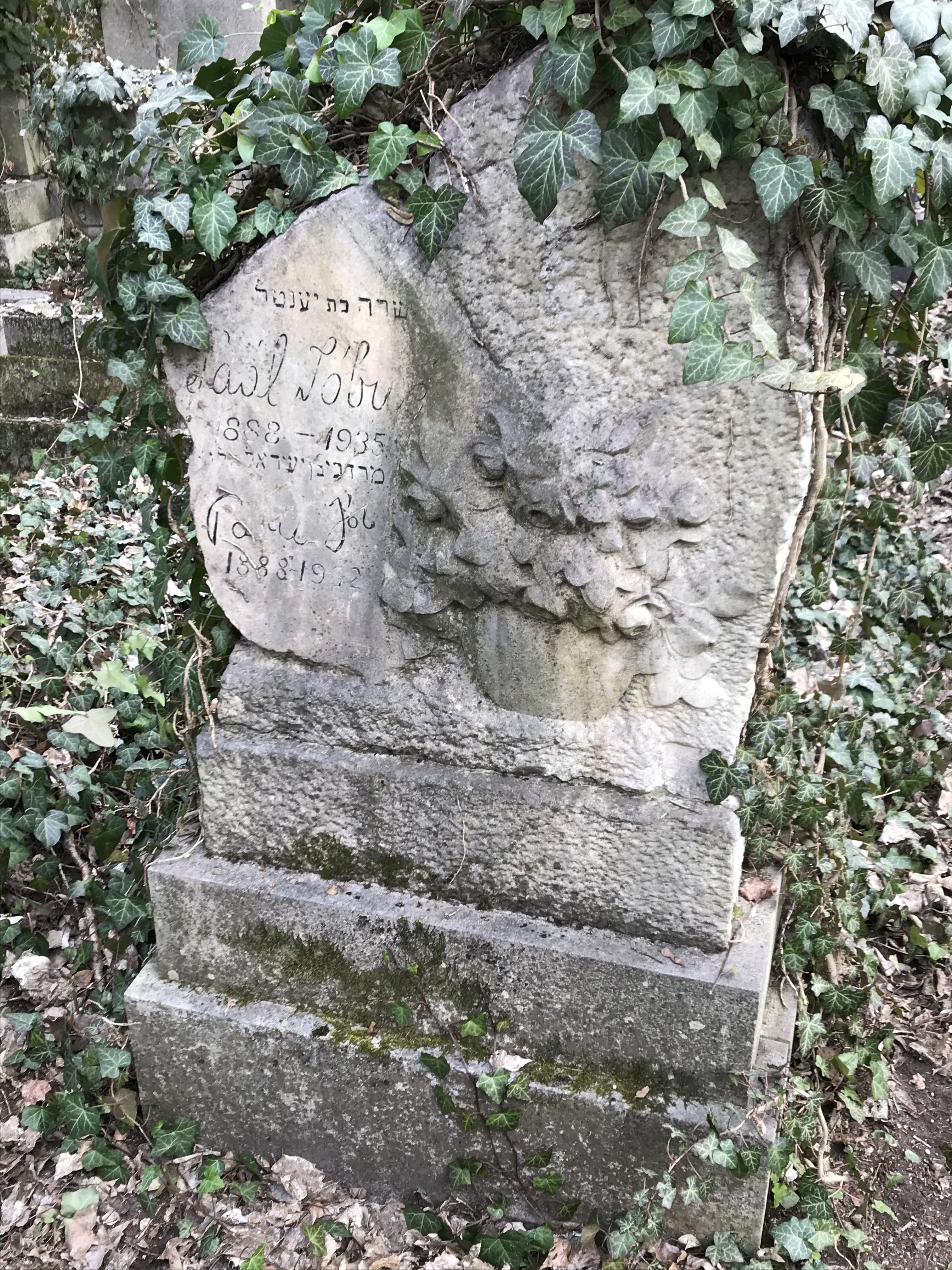
Sírja a Kozma utcai izraelita temetőben (17A-5-31)

## Fordítás
- Ez a szócikk részben vagy egészben  a   Jób Paál című német Wikipédia-szócikk ezen változatának fordításán alapul.  Az eredeti cikk szerkesztőit annak laptörténete sorolja fel. Ez a jelzés csupán a megfogalmazás eredetét és a szerzői jogokat jelzi, nem szolgál a cikkben szereplő információk forrásmegjelöléseként.